# يوسف كيلانا
يوسف كيلانا (27 أبريل 1954 - 15 أغسطس 2020)، هو مخرج أفلام ماليزي ومالك شركة نشر «ME Communications»، لديه أيضًا علاقة وثيقة مع الممثل والمخرج داتوك يوسف حسن كصديق مقرب ومتعاون في الأفلام.

## روابط خارجية
- يوسف كيلانا على موقع IMDb (الإنجليزية)
- يوسف كيلانا في قاعدة بيانات الأفلام على الإنترنت